# 若杉弘
若杉弘（日语：／ Wakasugi Hiroshi，1935年5月31日—2009年7月21日）是一位日本指挥家。

## 生平
1935年出生于日本东京都，从庆应义塾大学中退后进入东京艺术大学，师从畑中良辅、伊藤荣一和齋藤秀雄。毕业后进入NHK交響樂團担任指挥研究员，1963年3月担任東京交響樂團指挥家，1977年担任科隆西德广播交响乐团首席指挥家。
2009年7月21日因多重器官衰竭在东京都去世，享年74岁。

## 家庭
父亲是外交官若杉要，妻子是歌手长野羊奈子。